# Сан Ђовани ди Ђераче
Сан Ђовани ди Ђераче (итал. San Giovanni di Gerace) је насеље у Италији у округу Ређо ди Калабрија, региону Калабрија.
Према процени из 2011. у насељу је живело 534 становника. Насеље се налази на надморској висини од 326 м.

## Становништво
Према резултатима пописа становништва 2011. у општини је живело 537 становника.
| 1931. | 1936. | 1951. | 1961. | 1971. | 1981. | 1991. | 2001. | 2011. |
| ----- | ----- | ----- | ----- | ----- | ----- | ----- | ----- | ----- |
| 1.853 | 1.815 | 1.737 | 1.246 | 946   | 813   | 748   | 609   | 537   |